# Kresten Bjerre
Kresten Bjerre (Copenaghen, 22 febbraio 1946 – 19 febbraio 2014) è stato un calciatore danese, di ruolo centrocampista.

## Carriera

### Club
Ha diviso la carriera tra Danimarca, USA, Olanda e Belgio, vincendo un titolo danese (1967) e un titolo belga (1975). Ha totalizzato 28 presenze nelle competizioni UEFA per club.
Nel 1968 viene ingaggiato dagli statunitensi del Houston Stars. Con gli Stars ottenne il secondo posto della Gulf Division della NASL 1968, non riuscendo ad accedere alla fase finale del torneo.

### Nazionale
Esordisce il 24 maggio 1967 contro l'Ungheria (0-2). Il 4 ottobre seguente realizza una doppietta contro i Paesi Bassi (3-2) in un incontro valido per le qualificazioni al campionato europeo di calcio 1968. Il 26 maggio 1971 gioca la prima di 12 partite da capitano della Danimarca, affrontando il Belgio (1-2) nella sfida valida per le qualificazioni al campionato europeo di calcio 1972: nell'occasione, Bjerre firma anche l'unica rete danese.

## Palmarès

### Club

#### Competizioni nazionali
- Campionato danese: 1

AB: 1967
- Campionato belga: 1

RWD Molenbeek: 1974-1975